# Yan Jiankui
Yan Jiankui, född 19 mars 1976, är en friidrottare från Kina. Hon deltog vid olympiska sommarspelen 1996.